# Comune urbano di Klaipėda
Il comune urbano di Klaipėda è uno dei 60 comuni della Lituania, situato nella regione della Lituania minore.